# Веселбуренерког
Веселбуренерког (њем. Wesselburenerkoog) општина је у њемачкој савезној држави Шлезвиг-Холштајн. Једно је од 115 општинских средишта округа Дитмаршен. Према процјени из 2010. у општини је живјело 130 становника. Посједује регионалну шифру (AGS) 1051129.

## Географски и демографски подаци
Веселбуренерког се налази у савезној држави Шлезвиг-Холштајн у округу Дитмаршен. Општина се налази на надморској висини од 0 метара. Површина општине износи 21,9 km². У самом мјесту је, према процјени из 2010. године, живјело 130 становника. Просјечна густина становништва износи 6 становника/km².